# Сато, Раймонд Августин Тихиро
Раймонд Августин Тихиро Сато (31 марта 1926 года, Япония — 12 ноября 2002 года, Сендай) — католический прелат, епископ Сендая с 24 января 1976 года по 19 июня 1998 года, член монашеского ордена доминиканцев.

## Биография
3 апреля 1959 года Раймонд Августин Тихиро Сато был рукоположен в священника в монашеском ордене доминиканцев.
24 января 1976 года Римский папа Павел VI назначил Раймонда Августина Тихиро Сато епископом Сендая. 20 марта 1976 года состоялось рукоположение Раймонда Августина Тихиро Сато в епископа, которое совершил апостольский нунций в Японии титулярный архиепископ Трибиуки Ипполито Ротоли в сослужении с епископом Саппоро Бенедиктом Такахико Томидзавой и епископом Сендая Петром Арикате Кобаяси.
19 июня 1998 года вышел в отставку. Скончался 12 ноября 2002 года в городе Сендай.